# Strázsa-hegy (Esztergom)
A Strázsa-hegy egy hegy, amely Esztergom-Kertváros közelében található, a Pilis hegységben.

## Földrajz
A Kis-Strázsa-hegy 233,1 méter (a köznyelvben ez él Strázsa-hegy néven), a Pilis legutolsó vonulata. A tőle délkeletre fekvő Nagy-Strázsa-hegy 308,8 méter magas. A két csúcs között húzódik a Remete-völgy. A Kis-Strázsa-hegyen átjátszó torony és kilátó épült. Több barlang is található a környékén. A Kis-Strázsa-hegyen van a fokozottan védett Kis-Strázsa-hegyi-hasadékbarlang (Tüskés-barlangnak is nevezik), amely a hegy délnyugati oldalán nyílik. Hévforrások alakították ki triász mészkőben. A Tüskés-barlang nevet tüskeszerű kalcitképződményei miatt kapta. A Kivonulás-barlang nevét a szovjetek kivonulása miatt kapta, ugyanis 1990-ben lett feltárva a barlang. Hévizes eredetű, gömbfülkés járatrendszer. A barlangban gipszkristályok találhatók. A Nagy-Strázsa-hegyen nyílik a szintén fokozottan védett Strázsa-hegyi-barlang és a Sátorkőpusztai-barlang, ami Komárom-Esztergom vármegye egyetlen, nagyközönség számára is látogatható barlangja.

## Történelem
A hegy fontos szerepet játszott Esztergom 1595-ös ostroma során, amikor Mansfeld Károly elfoglalta és erős őrséget helyezett a hegyre. 1717. április 5-én a város megegyezett Simon Leonárd János kőfaragóval, hogy elkészíti a Szent Lőrinc kapu alsó kapuját, amihez a Strázsa-hegyről szállították a köveket. A Kis-Strázsa-hegy oldalában 1932-ben indult meg a vitorlázó-sportrepülés, és így a hegy mellé telepedett az esztergomi repülőtér. A hegy oldalában repülőgépes oktatás folyt főleg a Rubik Ernő által tervezett Szittya és Vöcsök gépeken. A hegy lábánál a 19. században laktanyák épültek, melyeket a második világháború után a megszálló szovjet csapatok használtak. Itt működik a Duna–Ipoly Nemzeti Park egyik tanösvénye, és 2005 óta a nemzeti park igazgatóságának a székhelye is a hegy lábánál van.

## Képgaléria

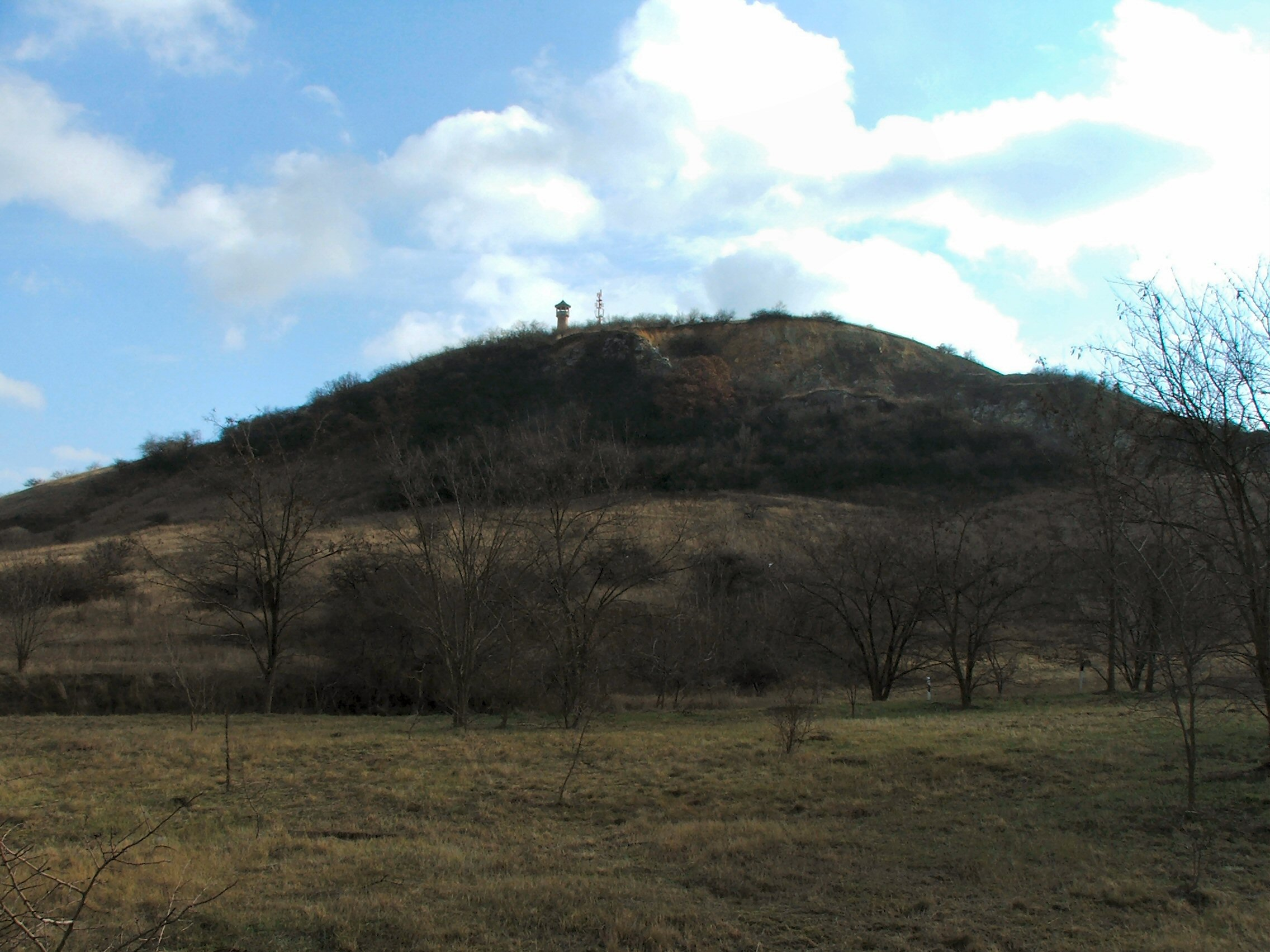
A Kis-Strázsa-hegy a kilátóval és az átjátszó toronnyal
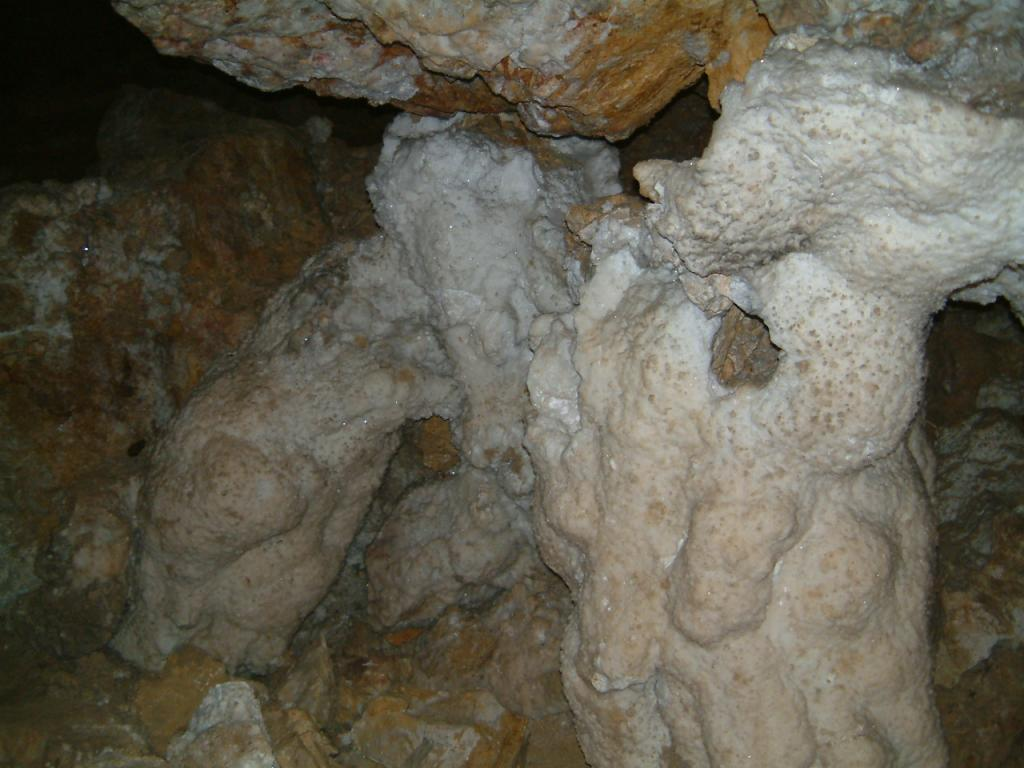
Részlet a Sátorkőpusztai-barlangból
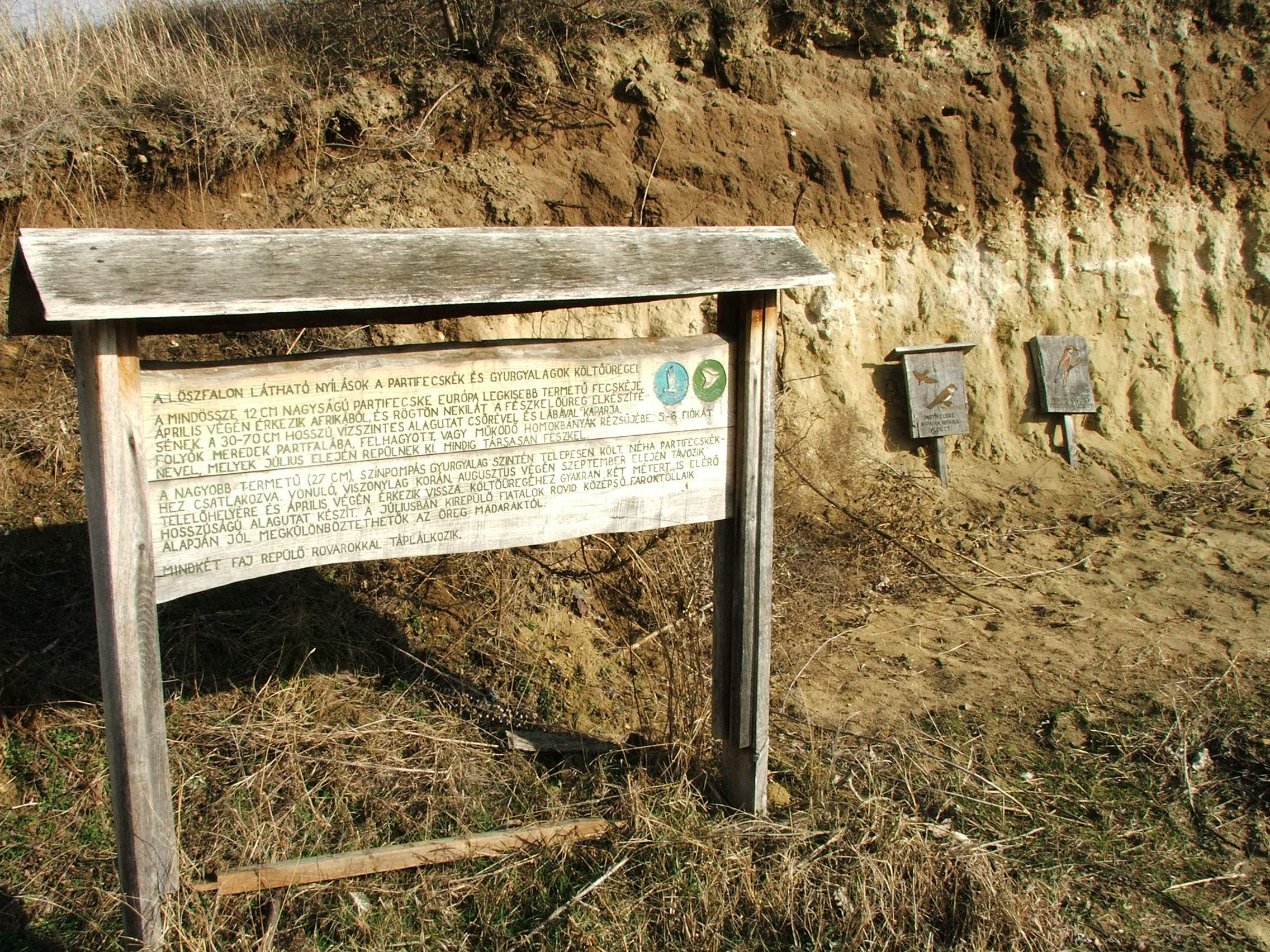
A nemzeti park tanösvénye